# Lengyelország az 1988. évi téli olimpiai játékokon
Lengyelország a kanadai Calgaryban megrendezett 1988. évi téli olimpiai játékok egyik részt vevő nemzete volt. Az országot az olimpián 6 sportágban 32 sportoló képviselte, akik érmet nem szereztek.

## Alpesisí
Női
| Versenyző            | Versenyszám      | 1. futam | 1. futam | 2. futam | 2. futam | Összesítés | Összesítés |
| Versenyző            | Versenyszám      | Idő      | Hely.    | Idő      | Hely.    | Idő        | Helyezés   |
| -------------------- | ---------------- | -------- | -------- | -------- | -------- | ---------- | ---------- |
| Katarzyna Szafrańska | Műlesiklás       | 52,15    | 24.      | 52,06    | 17.      | 1:44,21    | 17.        |
| Katarzyna Szafrańska | Óriás-műlesiklás | 1:03,33  | 29.      | 1:09,50  | 14.      | 2:12,83    | 16.        |

## Északi összetett
| Versenyző     | Versenyszám | Síugrás | Síugrás | Síugrás    | Sífutás | Sífutás | Összesítés | Összesítés |
| Versenyző     | Versenyszám | Pont    | Hely.   | Időhátrány | Idő     | Hely.   | Idő        | Helyezés   |
| ------------- | ----------- | ------- | ------- | ---------- | ------- | ------- | ---------- | ---------- |
| Tadeusz Bafia | Egyéni      | 211,3   | 8.      | +1:54,7    | 41:05,3 | 29.     | 43:00,0    | 18.        |

## Gyorskorcsolya
Férfi
| Versenyző     | Versenyszám | Eredmény | Helyezés |
| ------------- | ----------- | -------- | -------- |
| Jerzy Dominik | 500 m       | 37,83    | 25.      |
| Jerzy Dominik | 1000 m      | 1:16,16  | 28.      |
| Jerzy Dominik | 1500 m      | 1:59,03  | 36.      |

Női
| Versenyző         | Versenyszám | Eredmény | Helyezés |
| ----------------- | ----------- | -------- | -------- |
| Erwina Ryś-Ferens | 500 m       | 41,38    | 19.*     |
| Erwina Ryś-Ferens | 1000 m      | 1:21,44  | 10.      |
| Erwina Ryś-Ferens | 1500 m      | 2:04,68  | 7.*      |
| Erwina Ryś-Ferens | 3000 m      | 4:22,59  | 5.       |
| Erwina Ryś-Ferens | 5000 m      | 7:50,43  | 21.      |
| Zofia Tokarczyk   | 500 m       | 41,37    | 18.      |
| Zofia Tokarczyk   | 1000 m      | 1:21,80  | 13.      |
| Zofia Tokarczyk   | 1500 m      | 2:08,54  | 17.      |

* - egy másik versenyzővel azonos eredményt ért el

## Jégkorong
| Lengyel férfi jégkorongcsapat-játékoskeret                                                                                            | Lengyel férfi jégkorongcsapat-játékoskeret | Lengyel férfi jégkorongcsapat-játékoskeret                                                                |
| --- | --- | --- |
| - Janusz Adamiec - Marek Cholewa - Jerzy Christ - Mirosław Copija - Henryk Gruth - Andrzej Hanisz - Leszek Jachna - Andrzej Kądziołka | - Franciszek Kukla - Piotr Kwasigroch - Jarosław Morawiecki - Gabriel Samolej - Robert Szopiński - Ireneusz Pacuła - Krzysztof Podsiadło - Jerzy Potz | - Krystian Sikorski - Roman Steblecki - Marek Stebnick - Jan Stopczyk - Andrzej Świątek - Jacek Szopiński |

### Eredmények
A csoport
| Csapat        | M | Gy | D | V | G+ | G– | Gk  | P |
| ------------- | - | -- | - | - | -- | -- | --- | - |
| Finnország    | 5 | 3  | 1 | 1 | 22 | 8  | +14 | 7 |
| Svédország    | 5 | 2  | 3 | 0 | 23 | 10 | +13 | 7 |
| Kanada        | 5 | 3  | 1 | 1 | 18 | 13 | +5  | 7 |
| Svájc         | 5 | 3  | 0 | 2 | 19 | 10 | +9  | 6 |
| Lengyelország | 5 | 0  | 1 | 4 | 3  | 13 | –10 | 1 |
| Franciaország | 5 | 0  | 0 | 5 | 10 | 41 | –31 | 0 |

| 1988. február 14. | Kanada (CAN) | 1 – 0 (1–0, 0–0, 0–0) | Lengyelország | Calgary |

|  |  |  |  |  |
|  |  |  |  |  |
|  |  |  |  |  |
|  |  |  |  |  |

| 1988. február 16. | Svédország (SWE) | 1 – 1 (0–0, 1–1, 0–0) | Lengyelország | Calgary |

|  |  |  |  |  |
|  |  |  |  |  |
|  |  |  |  |  |
|  |  |  |  |  |

| 1988. február 18. | Lengyelország (POL) | 6 – 2 (1–0, 1–0, 4–2) | Franciaország | Calgary |

|  |  |  |  |  |
|  |  |  |  |  |
|  |  |  |  |  |
|  |  |  |  |  |

- Doppingvétség miatt a mérkőzést Franciaország javára írták jóvá 2–0-s eredménnyel, de a francia csapat nem kapott pontot.

| 1988. február 20. | Svájc (SUI) | 4 – 1 (4–0, 0–0, 0–1) | Lengyelország | Calgary |

|  |  |  |  |  |
|  |  |  |  |  |
|  |  |  |  |  |
|  |  |  |  |  |

| 1988. február 22. | Finnország (FIN) | 5 – 1 (1–1, 2–0, 2–0) | Lengyelország | Calgary |

|  |  |  |  |  |
|  |  |  |  |  |
|  |  |  |  |  |
|  |  |  |  |  |

A 9. helyért
| 1988. február 23. | Ausztria (AUT) | 3 – 2 (0–1, 3–1, 0–0) | Lengyelország | Calgary |

|  |  |  |  |  |
|  |  |  |  |  |
|  |  |  |  |  |
|  |  |  |  |  |

| Csapat        | Helyezés |
| ------------- | -------- |
| Lengyelország | 10.      |

## Műkorcsolya
| Versenyző           | Versenyszám  | Kötelező elemek   | Kötelező elemek | Kötelező elemek | Rövid program     | Rövid program | Rövid program | Kűr               | Kűr   | Kűr         | Összesítés         | Összesítés |
| Versenyző           | Versenyszám  | Több. hely. száma | Hely.           | Hely. pont.     | Több. hely. száma | Hely.         | Hely. pont.   | Több. hely. száma | Hely. | Hely. pont. | Helyezési pontszám | Helyezés   |
| ------------------- | ------------ | ----------------- | --------------- | --------------- | ----------------- | ------------- | ------------- | ----------------- | ----- | ----------- | ------------------ | ---------- |
| Grzegorz Filipowski | Férfi egyéni | 9×7+              | 7.              | 4,2             | 5×5+              | 4.            | 1,6           | 6×6+              | 5.    | 5,0         | 10,8               | 5.         |

| Versenyző                       | Versenyszám | Kötelező elemek   | Kötelező elemek | Kötelező elemek | Rövid program     | Rövid program | Rövid program | Kűr               | Kűr   | Kűr         | Összesítés         | Összesítés |
| Versenyző                       | Versenyszám | Több. hely. száma | Hely.           | Hely. pont.     | Több. hely. száma | Hely.         | Hely. pont.   | Több. hely. száma | Hely. | Hely. pont. | Helyezési pontszám | Helyezés   |
| ------------------------------- | ----------- | ----------------- | --------------- | --------------- | ----------------- | ------------- | ------------- | ----------------- | ----- | ----------- | ------------------ | ---------- |
| Honorata Górna Andrzej Dostatni | Jégtánc     | 8×17+             | 17.             | 6,8             | 8×17+             | 17.           | 10,2          | 6×17+             | 17.   | 17,0        | 34,0               | 17.        |

## Síugrás
| Versenyző   | Versenyszám | 1. ugrás | 1. ugrás | 2. ugrás | 2. ugrás | Összesítés | Összesítés |
| Versenyző   | Versenyszám | Pont     | Hely.    | Pont     | Hely.    | Pont       | Helyezés   |
| ----------- | ----------- | -------- | -------- | -------- | -------- | ---------- | ---------- |
| Piotr Fijas | Normálsánc  | 102,3    | 12.      | 93,1     | 13.*     | 195,4      | 10.        |
| Piotr Fijas | Nagysánc    | 99,9     | 15.      | 92,7     | 8.       | 192,6      | 13.        |
| Jan Kowal   | Normálsánc  | 90,5     | 32.      | 83,8     | 41.      | 174,3      | 34.*       |
| Jan Kowal   | Nagysánc    | 89,7     | 34.      | 74,6     | 41.      | 164,3      | 37.        |

* - egy másik versenyzővel azonos eredményt ért el